# Schutzverband Deutscher Schriftsteller in Österreich
Der Schutzverband deutscher Schriftsteller in Österreich (SDSOe) war eine Interessenvertretung für Österreichische Schriftsteller.

## Vorgeschichte
Der Schutzverband deutscher Schriftsteller in Österreich begann seine Arbeit 1914 als Wiener Ortsgruppe des 1909 gegründeten Schutzverbandes deutscher Schriftsteller unter dem Vorsitz von Karl Hans Strobl. Nachdem die Aufbauarbeit der Ortsgruppe durch den Ersten Weltkrieg ins Stocken geraten war, saß Franz Karl Ginzkey der Ortsgruppe vor. Schon damals kam es zu politischen Grabenkämpfen zwischen Franz Karl Ginzkey und Robert Musil.

## Vereinsgeschichte
Am 26. November 1923 konstituierte sich in der Generalversammlung des Schutzverbandes deutscher Schriftsteller der Schutzverband deutscher Schriftsteller in Österreich als eigenständige Organisation. Erster Vorsitzender wurde Hugo von Hofmannsthal, zweiter Vorsitzender wurde Robert Musil. Weitere Vorstandsmitglieder waren Oskar Maurus Fontana, Rudolf Olden und Andreas Thom.
Nach dem Anschluss Österreichs 1938 wurde der SDSOe in den Reichsverband deutscher Schriftsteller überführt, der mit dem Ende der nationalsozialistischen Diktatur geschlossen wurde.

## Aufgaben
Der SDSOe setzte sich auf verschiedensten Gebieten für die finanziellen, sozialen rechtlichen Belange der Schriftsteller in Österreich ein. Er verhandelte mit den zuständigen Stellen über Zeitungs- und Radiotarife, die Neufassung des Urheberrechts und die Möglichkeit einer Krankenversicherung und Sterbekasse für Autoren. Zudem trat er gegen Zensur auf und positionierte sich in zeitgenössischen Debatten.